# Kurzer Prozess (Band)
Kurzer Prozess ist eine anarchistische Punkrap-Band aus Nürnberg. In ihren Texten thematisiert sie Antifaschismus, Repression und soziale Probleme und ruft zum offenen Kampf gegen Kapitalismus und Nazis auf. Die Band wurde wegen sogenannter linksextremistischer Bestrebungen im bayerischen Verfassungsschutzbericht genannt. Der Jugendkanal puls des Bayerischen Rundfunks bezeichnete sie als „Urgestein des Zeckenrap“.

## Geschichte
„Kurzer Prozess“ wurde 2007 von MC Algun und Spezial-K für einen gemeinsamen Track gegründet, der sich gegen einen rechtsextremen Aufmarsch in Nürnberg richtete. Es folgte der Track Block G8 gegen den G8-Gipfel in Heiligendamm 2007. 2008 erschien das Debütalbum Blaulichtmilieu bei Diffidati Records. Die Band wurde erstmals im bayerischen Verfassungsschutzbericht 2011 unter dem Stichwort „linksextremistische Musik“ erwähnt. Sie wurde dort als „Hass-Musik-Gruppe“ bezeichnet:

„Über die Liedtexte soll die Ideologie an vor allem jugendliche Zuhörer weitergegeben werden.(…) Die linksextremistischen Liedtexte können gerade bei jungen Menschen, die noch kein gefestigtes demokratisches Politikverständnis haben, radikalisierend wirken.“

Auf der Seite Bayern gegen Linksextremismus der Bayerischen Staatsregierung wurde die Textzeile „und es ist voll o.k. ein paar Nazis zusammenzuschlagen“ zitiert und ergänzt, dass die Band „Gewalt als geeignetes Mittel der Auseinandersetzung mit Rechtsextremisten ansieht“. 2011 engagierte sich ein Fürther Diakon und Sozialarbeiter gegen einen Auftritt des Duos beim Musikfestival „Bunt statt braun“ in Langenzenn und erhielt dabei ungewollte Unterstützung aus der rechten Kameradschaftsszene. Der Bürgermeister der Stadt verwahrte sich gegen die Initiative der Kameradschaftsszene: „Extremismus, ob links oder rechts, hat in der ,Alten Post‘ nichts verloren.“  Tatsächlich musste das Festival danach abgesagt werden.
Es folgten eine Reihe von Auftritten in sogenannten Autonomen Zentren sowie zahlreiche Kollaborationen, unter anderem mit Schlagzeiln und Sookee sowie Beiträge zu Soli-Samplern. 2013 schlossen sich die beiden Rapper dem Kollektiv Ticktickboom an und veröffentlichten ihr zweites Album Abriss/Aufbau.

## Diskografie

### Alben
- 2008: Blaulichtmilieu (Diffidati Records)
- 2013: Abriss/Aufbau (Eigenproduktion)

### Samplerbeiträge
- 2009: Krieg dem Krieg auf Solidarity Is A... Benefit-Compilation for The Strasbourg Prisoners (Soli-Sampler)
- 2010: Krieg auf Bundeswehrfreie Zone – keine Menschen, keinen Cent für ihren Krieg (Mad Butcher Records)
- 2011: Ruhe im Gericht auf … Der Sampler (Rote Hilfe Soli-Sampler auf Fire & Flames)
- 2013: Krieg auf Bundeswehr raus aus den Schulen (Soli-Sampler der Linksjugend solid und der SDAJ)